# 28742 Hannahsteele
28742 Hannahsteele este un asteroid din centura principală de asteroizi.

## Descriere
28742 Hannahsteele este un asteroid din centura principală de asteroizi. A fost descoperit pe 12 aprilie 2000 la Socorro, New Mexico, în cadrul proiectului LINEAR. Asteroidul prezintă o orbită caracterizată de o semiaxă mare de 2,39 ua, o excentricitate de 0,09 și o înclinație de 7,1° în raport cu ecliptica.